# 닐 이스라엘
닐 이즈리얼(Neal Israel, 1956년 8월 1일 ~ )은 미국의 영화 감독, 배우, 각본가, 영화 제작자이다.
뉴욕에서 태어났다.

## 작품 목록
- 징크스 (2013년)
- 총각 파티 2 (2008년)
- 필 오브 더 퓨쳐 (2004년)
- 네버랜드를 찾아서 (2004년)
- 미라클 (2003년)
- 하운디드 (2001년)
- 푸프 포인트 (2001년)
- 결혼한 남자의 마음 (2001년)
- 러너 (1999년)
- 바람둥이 길들이기 (1997, Dad's Week Off)
- 가족 모임 (1995년)
- 여형사 보디가드 (1993년)
- 파도 탄 사나이 (1993년)
- 보니와 클라이드 (1992년)
- 전화로만 끝내 주세요 (1992년)
- 마이키 이야기 2 (1990년)
- 보복 (1989년)
- 폴리스 아카데미 6 (1989년)
- 폴리스 아카데미 5 - 마이애미 비치 임무 (1988년)
- 금단의 섬 (1987년)
- 3시의 결투 (1987년)
- 폴리스 아카데미 4 - 시민 순찰대 (1987년)
- 사랑의 연병장 (1986년)
- 폴리스 아카데미 3 - 재훈련 (1986년)
- 21세기 두뇌 게임 (1985년)
- 변칙 플레이 (1985, Moving Violations)
- 폴리스 아카데미 2 - 첫임무 (1985년)
- 총각 파티 (1984년)
- 폴리스 아카데미 (1984년)
- 아메리카슨 (1979년)
- 크랙킹 업 (1977년)

### 텔레비전 드라마 연출
- 케빈은 열두살 (1991)
- 리지의 사춘기 (2001)